# Rhamphocetichthys savagei
Rhamphocetichthys savagei är en fiskart som beskrevs av Paxton, 1989. Rhamphocetichthys savagei ingår i släktet Rhamphocetichthys och familjen Cetomimidae. IUCN kategoriserar arten globalt som livskraftig. Inga underarter finns listade i Catalogue of Life.